# 안동 나소동 삼층석탑
안동 나소동 삼층석탑(安東 羅所洞 三層石塔)은 경상북도 안동시 와룡면 라소리에 있는 삼층석탑이다. 1973년 8월 31일 경상북도의 유형문화재 제45호로 지정되었다.

## 개요
원래 월곡면 나소동에 있던 3층 석탑으로 안동댐 건설로 인해 1975년 이곳에 자리잡게 되었다.
2층의 기단(基壇)에 3층의 탑신(塔身)을 올린 모습으로, 탑신의 몸돌에는 기둥 모양을 새기고, 특히 1층 몸돌에는 문(門)모양의 조각을 두었다.
민가의 정원에 있어 관리가 잘 되어 있는 편으로, 고려시대의 작품으로 추정된다.

## 참고 문헌
- 나소동삼층석탑 - 국가유산청 국가유산포털